# گذرنامه ایرلندی

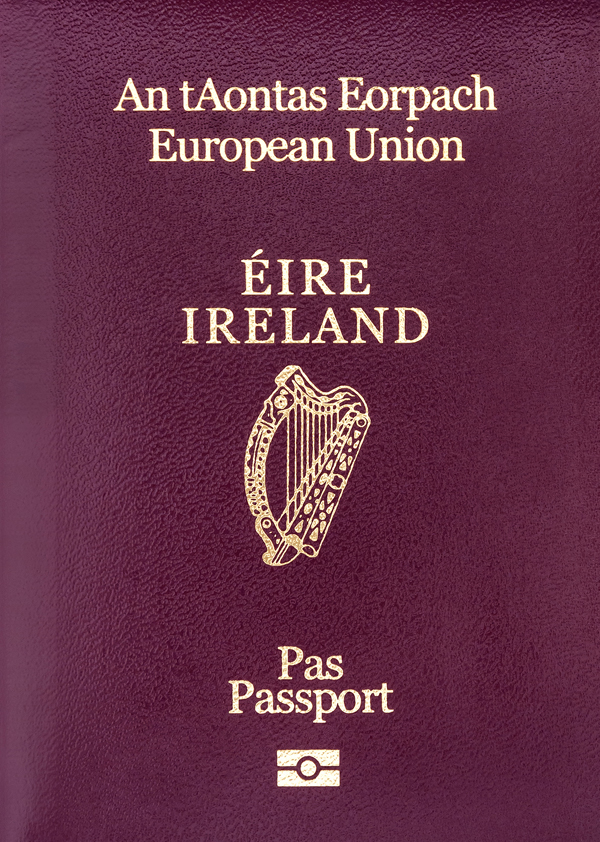
نمایی از یک‌نسخه گذرنامهٔ ایرلندی در سال ۲۰۰۶

گذرنامهٔ ایرلندی یک مدرک سفر بین‌المللی است که توسط کشور ایرلند صادر می‌شود و بنا بر داده‌های سال ۲۰۲۳، دارندگان آن می‌توانستند به ۱۸۹ کشور دیگر بدون دریافت ویزا سفر کنند یا ویزا را در بدو ورود دریافت نمایند. این گذرنامه بر اساس رتبه‌بندی شاخص گذرنامهٔ هنلی در سال ۲۰۲۳ در رتبهٔ ۴ قرار داشت.